# II. Hermann türingiai tartománygróf
II. Hermann (Creuzburg, 1222. március 28. – Creuzburg, 1241. január 3.) türingiai tartománygróf.

## Élete
Édesapja IV. Lajos, I. Hermann tartománygróf fia, édesanyja Árpád-házi Szent Erzsébet magyar hercegnő, II. András magyar király és Merániai Gertrudis lánya.
Édesapja 1227-ben meghalt, ezután Hermann lett az új tartománygróf. 1238-ban eljegyezte II. Frigyes német-római császár lányát, de ezt a szerződést 1239-ben felbontották és Hermann Heléna braunschweig-lüneburgi hercegnőt vette feleségül. Hermann fiatalon és utód nélkül halt meg. A tartománygrófi címet nagybátyja, Raspe Henrik örökölte.